# Dyskografia The Prodigy
Brytyjska grupa muzyki elektronicznej The Prodigy wydała siedem albumów studyjnych, jeden album koncertowy, jeden album kompilacyjny, trzydzieści singli i dwadzieścia osiem teledysków. Uznani za pionierów takich gatunków jak rave, techno i big beat, grupa sprzedała ponad 30 milionów albumów na całym świecie. Z dniem 9 listopada 2018 roku sprzedaż ich albumów w Wielkiej Brytanii wynosiła 4 707 982 egzemplarzy.
Pierwszym wydawnictwem The Prodigy był minialbum What Evil Lurks z 1991 roku. Debiutancki album studyjny grupy pt. Experience, ukazał się we wrześniu 1992 roku. Krążek dotarł do dwunastego miejsca w notowaniu UK Albums Chart i uzyskał status platynowej płyty w Wielkiej Brytanii oraz złotej w Polsce. Z albumu wydano pięć singli, z których wszystkie uplasowały się w top 11 notowania UK Singles Chart.
4 lipca 1994 roku ukazał się drugi album zespołu pt. Music for the Jilted Generation. Album zadebiutował na pierwszym miejscu w Wielkiej Brytanii, a jego łączna sprzedaż w tym kraju wynosi 813 265 egzemplarzy.
Trzeci album studyjny The Fat of the Land wydany w czerwcu 1997 roku, osiągnął wielki komercyjny sukces, stając się numerem 1 w dwunastu krajach. Krążek promowały trzy single „Firestarter”, „Breathe” oraz „Smack My Bitch Up”, z których wszystkie stały się hitami. Album zyskał uznanie krytyków i do 2019 roku rozszedł się w ponad 10 milionach kopii na całym świecie.
Czwarty album Always Outnumbered, Never Outgunned pomimo sukcesu komercyjnego jaki odniósł w pierwszych dniach premiery, był najsłabiej sprzedającym się wydawnictwem ze wszystkich dotąd wydanych przez The Prodigy. Został również słabo oceniony przez krytyków, którzy zarzucali mu odejście od stylu znanego w poprzednich albumach.
Wydany 20 lutego 2009 roku piąty album Invaders Must Die zyskał znacznie większą popularność niż poprzednia płyta, a jego łączna sprzedaż przekroczyła 1 300 000 egzemplarzy na całym świecie.
The Day Is My Enemy miał swoją premierę 30 marca 2015 roku. Album uzyskał w Wielkiej Brytanii status złotej płyty.
No Tourists to siódmy album grupy, wydany 2 listopada 2018 roku, jest ostatnim albumem The Prodigy nagranym z udziałem wokalisty Keitha Flinta przed jego śmiercią w marcu 2019 roku. No Tourists zadebiutował na pierwszym miejscu notowania UK Albums Chart, stając się siódmym z rzędu albumem The Prodigy, który tego dokonał.

## Albumy studyjne
| Experience                          | - Data: 28 września 1992 - Wydawca: XL Recordings           | –   | –  | –  | 12 | 75 | –  | 20 | – | –  | —  | - UK: platynowa płyta - POL: złota płyta |
| Music for the Jilted Generation     | - Data: 4 lipca 1994 - Wydawca: XL Recordings               | 198 | 9  | 3  | 1  | 11 | 7  | 5  | 9 | –  | —  | - UK: 2x platynowa płyta - AUS: platynowa płyta - CAN: złota płyta - FIN: złota płyta - POL: złota płyta |
| The Fat of the Land                 | - Data: 30 czerwca 1997 - Wydawca: XL Recordings            | 1   | 1  | 1  | 1  | 1  | 1  | 1  | 1 | 1  | —  | - UK: 4x platynowa płyta - CAN: 3x platynowa płyta - USA: 2x platynowa płyta - AUS: 2x platynowa płyta - FIN: platynowa płyta - BEL: platynowa płyta - FRA: 2x złota płyta - CHE: złota płyta - AUT: złota płyta |
| Always Outnumbered, Never Outgunned | - Data: 11 sierpnia 2004 - Wydawca: XL Recordings           | 62  | 5  | 20 | 1  | 6  | 8  | 4  | 3 | 6  | 12 | - UK: złota płyta |
| Invaders Must Die                   | - Data: 20 lutego 2009 - Wydawca: Take Me to the Hospital   | 58  | 3  | 4  | 1  | 3  | 5  | 3  | 1 | 8  | 3  | - UK: 2x platynowa płyta - GER: złota płyta - CHE: złota płyta - AUT: złota płyta - AUS: złota płyta - POL: złota płyta                                                                                          |
| The Day Is My Enemy                 | - Data: 30 marca 2015 - Wydawca: Take Me to the Hospital    | 127 | 8  | 18 | 1  | 6  | 10 | 2  | 3 | 13 | 7  | - UK: złota płyta |
| No Tourists                         | - Data: 2 listopada 2018 - Wydawca: Take Me to the Hospital | –   | 19 | 28 | 1  | 6  | 15 | 21 | 8 | –  | 33 | |
| „—” album nie był notowany.         |                                                             |     |    |    |    |    |    |    |   |    |    | |

## Kompilacje
| The Dirtchamber Sessions Volume One | - Data: 22 lutego 1999 - Wydawca: XL Recordings       | –  | –  | – | –  | –  | 34 | 286 | –  |                          |
| Their Law: The Singles 1990–2005    | - Data: 17 października 2005 - Wydawca: XL Recordings | 29 | 11 | 1 | 45 | 34 | 18 | 16  | 40 | - UK: 2x platynowa płyta |
| „—” album nie był notowany.         |                                                       |    |    |   |    |    |    |     |    |                          |

## Albumy koncertowe
| Tytuł           | Dane dot. albumu                                        | Pozycja na liście | Pozycja na liście | Pozycja na liście | Pozycja na liście | Pozycja na liście | Pozycja na liście |
| Tytuł           | Dane dot. albumu                                        | UK                | GER               | AUT               | NLD               | CHE               | POL               |
| --------------- | ------------------------------------------------------- | ----------------- | ----------------- | ----------------- | ----------------- | ----------------- | ----------------- |
| World’s on Fire | - Data: 23 maja 2011 - Wydawca: Take Me to the Hospital | 5                 | 15                | 29                | 39                | 25                | 15                |

## Minialbumy
| Tytuł                     | Dane dot. albumu                                          |
| ------------------------- | --------------------------------------------------------- |
| What Evil Lurks           | - Data: 1991 - Wydawca: XL Recordings                     |
| Voodoo People             | - Data: 7 listopada 1995 - Wydawca: XL Recordings         |
| Lost Beats                | - Data: 18 lutego 2009 - Wydawca: Take Me to the Hospital |
| The Added Fat EP          | - Data: 3 grudnia 2012 - Wydawca: Take Me to the Hospital |
| HMV Exclusive Remix EP    | - Data: 30 marca 2015 - Wydawca: Take Me to the Hospital  |
| The Night is My Friend EP | - Data: 31 lipca 2015 - Wydawca: Take Me to the Hospital  |

## Albumy wideo
| Tytuł                            | Dane dot. albumu                                        |
| -------------------------------- | ------------------------------------------------------- |
| Electronic Punks                 | - Data: 15 października 1996 - Wydawca: XL Recordings   |
| Their Law: The Singles 1990–2005 | - Data: 17 października 2005 - Wydawca: XL Recordings   |
| World’s on Fire                  | - Data: 23 maja 2011 - Wydawca: Take Me to the Hospital |

## Single
| „Charly”                       | 1991 | –  | –  | –  | 3   | –  | –  | –  | –  | 9  | - UK: srebrna płyta                                                                       | Experience                          |
| „Everybody in the Place”       | 1991 | –  | –  | –  | 2   | –  | –  | 65 | –  | 2  |                                                                                           | Experience                          |
| „Fire/Jericho”                 | 1992 | –  | –  | –  | 11  | –  | –  | –  | –  | 15 |                                                                                           | Experience                          |
| „Out of Space”                 | 1992 | –  | –  | –  | 5   | 15 | –  | 3  | 30 | 6  | - UK: srebrna płyta                                                                       | Experience                          |
| „Wind It Up (Rewound)”         | 1993 | –  | –  | –  | 11  | –  | –  | 37 | –  | 6  |                                                                                           | Experience                          |
| „One Love”                     | 1993 | –  | –  | –  | 8   | –  | –  | –  | 30 | 3  |                                                                                           | Music for the Jilted Generation     |
| „No Good (Start the Dance)”    | 1994 | –  | 45 | –  | 4   | 4  | 6  | 3  | 8  | 3  | - GER: złota płyta - UK: srebrna płyta                                                    | Music for the Jilted Generation     |
| „Voodoo People”                | 1994 | –  | 24 | –  | 13  | –  | –  | 20 | 36 | 7  |                                                                                           | Music for the Jilted Generation     |
| „Poison”                       | 1995 | –  | 64 | –  | 15  | –  | –  | –  | 23 | 3  |                                                                                           | Music for the Jilted Generation     |
| „Firestarter”                  | 1996 | 30 | 22 | 3  | 1   | 6  | 8  | 14 | 11 | 2  | - UK: platynowa płyta - USA: złota płyta - FIN: złota płyta                               | The Fat of the Land                 |
| „Breathe”                      | 1996 | –  | 2  | 3  | 1   | 8  | 6  | 10 | 5  | 1  | - AUS: 2x platynowa płyta - UK: platynowa płyta - FIN: platynowa płyta - POL: złota płyta | The Fat of the Land                 |
| „Smack My Bitch Up”            | 1997 | 89 | 41 | 8  | 8   | 51 | –  | 22 | –  | 6  | - UK: srebrna płyta                                                                       | The Fat of the Land                 |
| „Baby's Got a Temper”          | 2002 | –  | 36 | 50 | 5   | 37 | 35 | 39 | 31 | 14 |                                                                                           | –                                   |
| „Girls”                        | 2004 | –  | –  | –  | 19  | –  | –  | 28 | –  | 27 |                                                                                           | Always Outnumbered, Never Outgunned |
| „Hotride”                      | 2004 | –  | –  | –  | –   | –  | –  | –  | –  | 40 |                                                                                           | Always Outnumbered, Never Outgunned |
| „Spitfire”                     | 2005 | –  | –  | –  | 107 | –  | –  | –  | –  | –  |                                                                                           | Always Outnumbered, Never Outgunned |
| „Voodoo People / Out of Space” | 2005 | –  | 79 | –  | 20  | –  | –  | 59 | –  | 27 | - UK: srebrna płyta                                                                       | Their Law: The Singles 1990–2005    |
| „Invaders Must Die”            | 2008 | –  | 58 | –  | 49  | –  | –  | –  | 62 | –  | - UK: srebrna płyta                                                                       | Invaders Must Die                   |
| „Omen”                         | 2009 | –  | 83 | –  | 4   | 28 | 22 | 75 | 40 | 28 | - UK: złota płyta                                                                         | Invaders Must Die                   |
| „Warrior’s Dance”              | 2009 | –  | –  | –  | 9   | 64 | 54 | –  | –  | 44 | - UK: srebrna płyta                                                                       | Invaders Must Die                   |
| „Take Me to the Hospital”      | 2009 | –  | –  | –  | 38  | –  | –  | –  | –  | –  |                                                                                           | Invaders Must Die                   |
| „Nasty”                        | 2015 | –  | –  | –  | 98  | –  | –  | –  | –  | –  |                                                                                           | The Day Is My Enemy                 |
| „The Day Is My Enemy”          | 2015 | –  | –  | –  | 136 | –  | –  | –  | –  | –  |                                                                                           | The Day Is My Enemy                 |
| „Wild Frontier”                | 2015 | –  | –  | –  | 197 | –  | –  | –  | –  | –  |                                                                                           | The Day Is My Enemy                 |
| „Ibiza”                        | 2015 | –  | –  | –  | –   | –  | –  | –  | –  | –  |                                                                                           | The Day Is My Enemy                 |
| „Need Some1”                   | 2018 | –  | –  | –  | –   | –  | –  | –  | –  | –  |                                                                                           | No Tourists                         |
| „Light Up the Sky”             | 2018 | –  | –  | –  | –   | –  | –  | –  | –  | –  |                                                                                           | No Tourists                         |
| „Fight Fire With Fire”         | 2018 | –  | –  | –  | –   | –  | –  | –  | –  | –  |                                                                                           | No Tourists                         |
| „We Live Forever”              | 2018 | –  | –  | –  | –   | –  | –  | –  | –  | –  |                                                                                           | No Tourists                         |
| „Timebomb Zone”                | 2018 | –  | –  | –  | –   | –  | –  | –  | –  | –  |                                                                                           | No Tourists                         |
| „—” singel nie był notowany.   |      |    |    |    |     |    |    |    |    |    |                                                                                           |                                     |

## Teledyski
| Tytuł                            | Rok  | Reżyser                |
| -------------------------------- | ---- | ---------------------- |
| "Charly"                         | 1991 | Russell Curtis         |
| "Everybody in the Place"         | 1991 | Russell Curtis         |
| "Fire"                           | 1992 | Russell Curtis         |
| "Out of Space"                   | 1992 | Russell Curtis         |
| "Wind It Up (Rewound)"           | 1993 | Russell Curtis         |
| "One Love"                       | 1993 | Hyperbolic Systems     |
| "No Good (Start the Dance)"      | 1994 | Walter Stern           |
| "Voodoo People"                  | 1994 | Walter Stern           |
| "Poison"                         | 1995 | Walter Stern           |
| "Firestarter"                    | 1996 | Walter Stern           |
| "Breathe"                        | 1996 | Walter Stern           |
| "Smack My Bitch Up"              | 1997 | Jonas Åkerlund         |
| "Baby's Got a Temper"            | 2002 | Traktor                |
| "Girls"                          | 2004 | Mat Cook, Julian House |
| "Hotride"                        | 2004 | Daniel Levi            |
| "Spitfire"                       | 2005 | Tim Qualtrough         |
| "Voodoo People" (Pendulum Remix) | 2005 | Ron Scalpello          |
| "Invaders Must Die"              | 2008 | Cordelia Plunket       |
| "Omen"                           | 2009 | Paul Dugdale           |
| "Warrior’s Dance"                | 2009 | Corin Hardy            |
| "Take Me to the Hospital"        | 2009 | Paul Dugdale           |
| "Run with the Wolves"            | 2010 | Rob Wicksteed          |
| "Nasty"                          | 2015 | Oliver Jones           |
| "Wild Frontier"                  | 2015 | Mascha Halberstad      |
| "Ibiza"                          | 2015 | Roger Sargent          |
| "Get Your Fight On"              | 2015 | Bartleberry Logan      |
| "Need Some1"                     | 2018 | Paco Raterta           |
| "Timebomb Zone"                  | 2018 | Paco Raterta           |